# Gabriel Bach

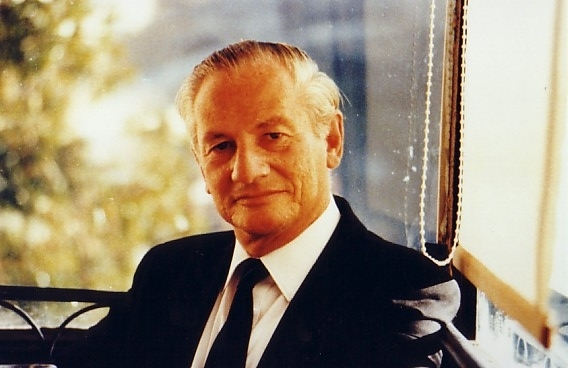
Gabriel Bach (2012)

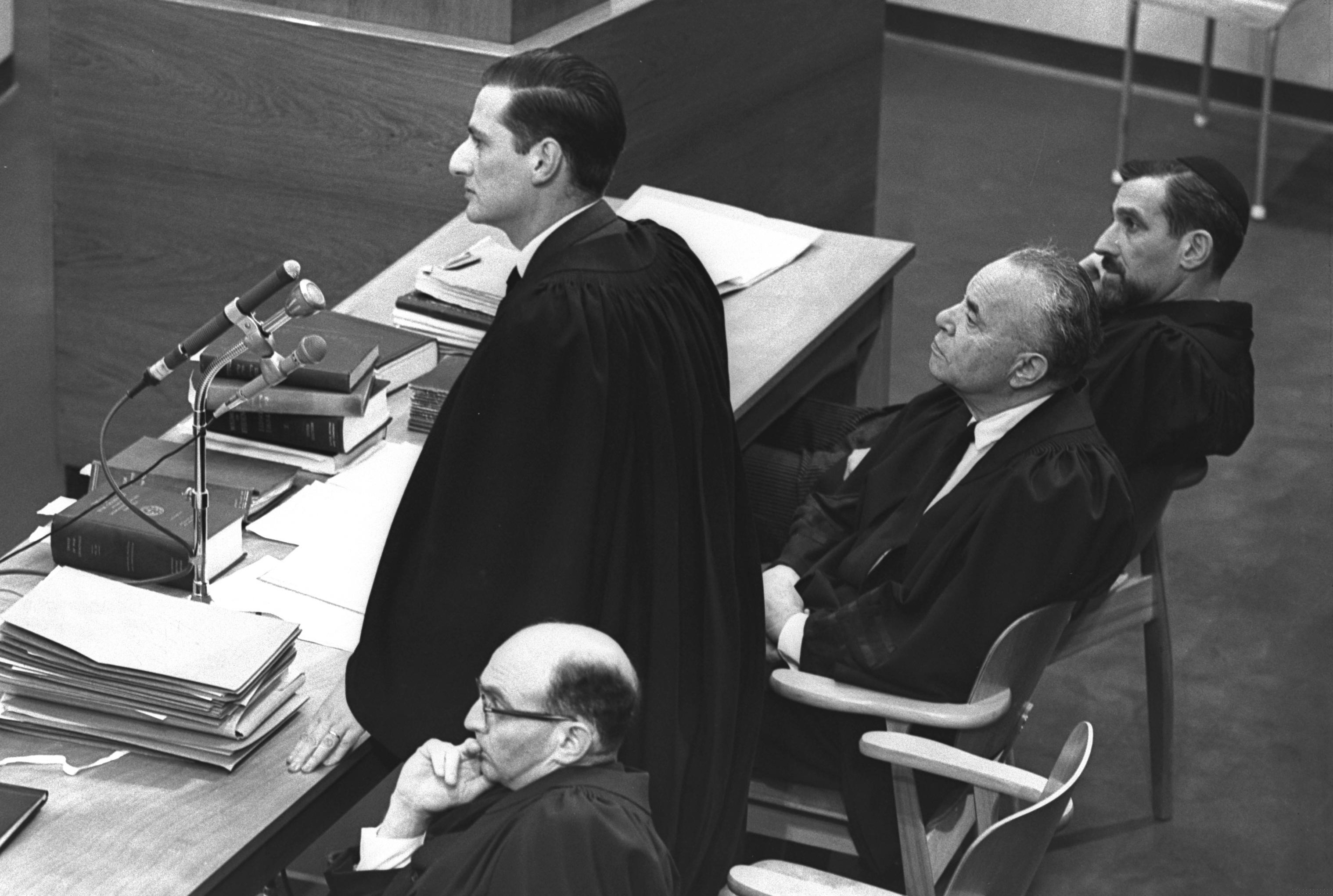
Gabriel Bach (stehend) während des Eichmann-Prozesses (1961)

Gabriel Bach (hebräisch גבריאל בך; geboren 13. März 1927 in Halberstadt; gestorben 18. Februar 2022 in Jerusalem) war ein deutsch-israelischer Jurist und stellvertretender Ankläger im Prozess gegen Adolf Eichmann.

## Leben
Als Sohn des Generaldirektors der Hirsch Kupfer- und Messingwerke Victor Bach und dessen Frau Erna wuchs er ab seinem zweiten Lebensmonat in Berlin-Wilmersdorf in der Konstanzer Straße auf und besuchte die Theodor-Herzl-Schule, die damals von Paula Fürst geleitet wurde.
Im Oktober 1938 emigrierte Bachs Familie aus dem nationalsozialistischen Deutschen Reich nach Amsterdam, wo er weiter die Schule besuchte. Er war der einzige Überlebende seiner jüdischen Mitschüler aus dieser Schulzeit. 1940, einen Monat vor der Invasion der Niederlande durch deutsche Truppen, buchte die Familie eine Passage auf der Patria nach Palästina und wohnte dort in Jerusalem.
Er ging nach dem Krieg nach London und studierte am University College Jura. Den Abschluss erlangte er im Jahre 1949 mit einer Auszeichnung. Eine Laufbahn bei der Staatsanwaltschaft trat er 1953 an. Im Jahre 1961 wurde er als stellvertretender Generalstaatsanwalt zum zweiten der drei Ankläger im Eichmann-Prozess, was sein Leben veränderte. Sein Ziel war es zu beweisen, dass Adolf Eichmann weder ein Befehlsempfänger noch ein Schreibtischtäter war, sondern als SS-Obersturmbannführer die Verfolgung, Deportation und Ermordung der Juden organisiert hatte.
Im Jahre 1969 wurde er Generalstaatsanwalt. Nach der Berufung an den Obersten Gerichtshof Israels als Richter im Jahre 1982 wirkte er dort bis zu seiner Pensionierung im Jahre 1997. Anschließend übernahm er den Vorsitz im sogenannten Bachmann-Committee, das über die Berufungen innerhalb der israelischen Armee entscheidet.
Er vertrat später Israel bei internationalen Konferenzen. Mit seiner Frau Ruth lebte er in Jerusalem. Er starb am 18. Februar 2022 im Alter von 94 Jahren.

## Ehrungen und Auszeichnungen
- Buchnan-Preis (1949)
- Großes Bundesverdienstkreuz des Verdienstordens der Bundesrepublik Deutschland (10. Oktober 1997)
- Freund der Stadt Jerusalem
- Ehrenmitglied der Londoner Universität
- Lemkin Award,  Los Angeles (2011)
- Preis der Jülicher Gesellschaft gegen das Vergessen und für die Toleranz (2014)

## Schriften
- Genocide trials in Israel, in:  Jacob D. Fuchsberger (Hrsg.): Die Nürnberger Prozesse. Völkerstrafrecht seit 1945. Internationale Konferenz zum 60. Jahrestag – The Nuremberg Trials: International Criminal Law Since 1945. 60th Anniversary International Conference. K. G. Saur, München 2005 ISBN 3-598-11756-6, zweisprachig, Beitrag: S. 216–223, in Englisch, deutsches Resümee.

## Film
- Wolfgang Schoen, Frank Gutermuth: Gabriel Bach. Der Ankläger und der Eichmann-Prozess., TV Schoenfilm D 2010[7]